# شرکت برمیودا الکتریک لایت
شرکت برمیودا الکتریک لایت (انگلیسی: Bermuda Electric Light Company) به (اختصاری BELCO) بلکو یک شرکت تولیدکننده برق برمودایی است. این شرکت تنها تامین‌کننده برق کشور و دارای سیستم‌های انتقال و توزیع در سراسر قلمرو است که یک نیروگاه تولید را راه‌اندازی کرده‌است. این شرکت زیرمجموعه اسندنت گروپ لیمیتد (ای‌جی هولدینگ لیمیتد)، همراه با برمیودا گاز، پیورنجی رینیوبلز، و اینونچر لیمیتد است. سوخت دو ایستگاه تولید بلکو از نفت کوره سنگین و گازوئیل تأمین می‌شود که همگی وارداتی هستند. نفت مستقیماً از طریق یک خط لوله ۶ اینچ (۱۵۰ میلیمتر) زیرزمینی به طول ۹ مایل (۱۴ کیلومتر) از ترمینال اسکله نفتی به نیروگاه مرکزی تولید برق منتقل می‌شود. به‌طور گسترده از انرژی خورشیدی و دیگر منابع انرژی تجدیدپذیر در برمودا استفاده نمی‌شود. در سال ۲۰۰۹، بلکو تقریباً یک میلیون بشکه سوخت مصرف کرد. تعرفه واردات نفت بسیار بالا بوده و نرخ برق بر اساس استانداردهای جهانی بسیار بالا است. حداکثر ظرفیت تولید شرکت برمیودا الکتریک لایت ۱۶۵ مگاوات است که توسط موتورهای دیزلی و توربین گازی تولید می‌شود. بیشترین پیک تقاضا ۱۲۲٫۸ مگاوات بود که در اوت ۲۰۱۰ ثبت شد. سازمان‌های تجاری بزرگ حدود ۴۰ درصد برق تولیدی را مصرف می‌کنند.
ولتاژ استاندارد در برمودا ۱۲۰ ولت و فرکانس استاندارد ۶۰ هرتز AC است. در برمودا دوشاخه‌های تخت و دوشاخه (نوع A) در حال استفاده هستند. همه لوازم خانگی ایالات متحده و کانادا بدون مبدل ولتاژ یا آداپتور در جزیره کار می‌کنند.

## تاریخچه
بلکو در سال ۱۹۰۴ به عنوان شرکت برمیودا الکتریک لایت، پاور اند ترکشن (انگلیسی: Bermuda Electric Light, Power & Traction Company)(اختصاری B.E.L.P. &T.) تأسیس شد و در ۱ می ۱۹۰۸ شروع به تأمین برق در برمودا کرد. شرکت سایت فعلی خود را در جاده سرپنتاین، همیلتون در سال ۱۹۰۹ خریداری کرد و عملیات خود را به آنجا منتقل کرد.
در ۵ مه ۲۰۰۵، بلکو توسعه ۲۰ ساله نیروگاه شرق را تکمیل کرد و به‌طور رسمی آخرین موتور از هشت موتور جدید را وارد مدار کرد. در همان زمان، شرکت کار بر روی یک برنامه جدید «طرح منابع یکپارچه» (IRP) برای ۲۰ سال آینده را با در نظر گرفتن توسعه جزیره و مسائل نوظهور، از جمله انرژی‌های تجدیدپذیر و توسعه پایدار و بهره‌وری انرژی آغاز کرد. در ۳ ژوئن ۲۰۱۹، بلکو توسط شرکت الگانکوین پاور اند یوتیلیتیز با قیمتی در حدود ۳۶۵ میلیون دلار آمریکا خریداری شد.